# Chatsworth House
Chatsworth House è una dimora storica nel Derbyshire, in Inghilterra, a pochi chilometri dalla cittadina di Bakewell.

## Storia
Costruito a partire dal XVI secolo da Bess di Hardwick, contessa di Shrewsbury, Chatsworth è la dimora della famiglia Cavendish, duchi di Devonshire. Il parco si trova sulla riva sinistra del fiume Derwent e all'interno del Peak District National Park.
Nel 1687, l'architetto William Talman ha ricostruito il castello in stile barocco e ne ha fatto la più importante dimora di campagna dell'Inghilterra. Molto bello è il corrimano dello scalone principale realizzato da uno dei più noti mastri ferrai del XVII secolo Jean Tijou.
Il palazzo presenta affreschi dell'italiano Antonio Verrio, autore anche della tela Incredulità di San Tommaso (1692-1693 ca.) nella Privy Chapel.
Nel Settecento, il parco è stato ridisegnato in stile neoclassico da Capability Brown, architetto paesaggista e decorata dall'architetto James Paine.

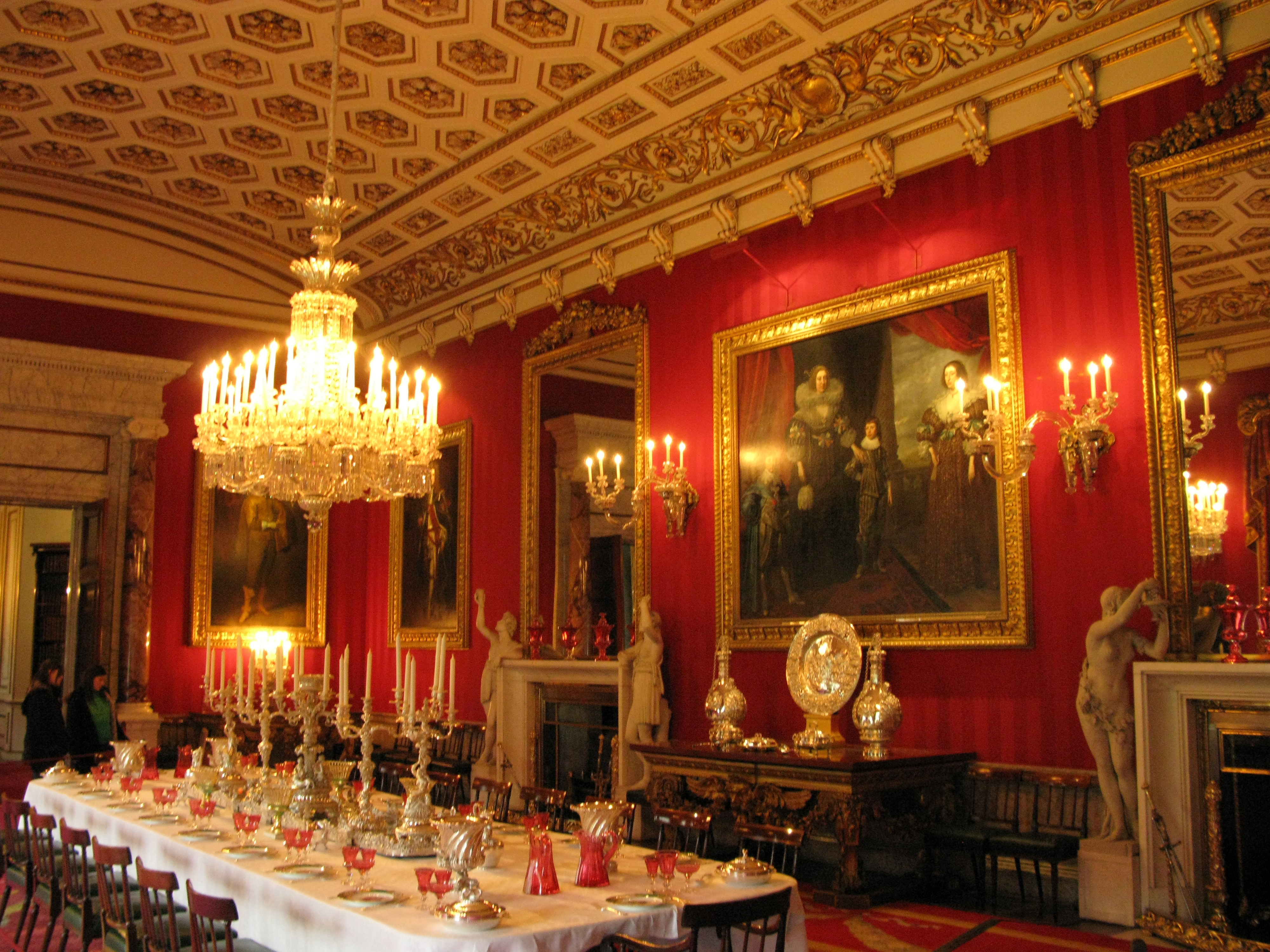
La sala da pranzo di Chatsworth House

Il castello, un Grade I listed building, è aperto al pubblico, ospita importanti collezioni di mobili e oggetti d'arte e dipinti tra cui si trovano importanti opere d'arte come due tra le migliori copie di incisioni di Andrea Mantegna della Zuffa di dei marini e del Baccanale con Sileno e la prima versione dei Pastori d'Arcadia di Nicolas Poussin. 
L'attuale proprietario è Peregrine Cavendish, XII duca di Devonshire figlio di Andrew Cavendish, XI duca di Devonshire e di Deborah Cavendish nata Mitford, sorella minore della scrittrice Nancy Mitford.

## Cinema
Chatsworth House è stato usato come ambientazione nel 2005 per l'adattamento cinematografico di Orgoglio e pregiudizio di Jane Austen, in rappresentanza di Pemberley, la casa del signor Darcy, ruolo poi ripreso nel 2013 nella miniserie I misteri di Pemberley, ideale seguito dell'opera di Austen. La casa è stata utilizzata anche in La duchessa  (2008), con Keira Knightley e Ralph Fiennes, Wolfman (2010), con Benicio del Toro e Anthony Hopkins, Jane Eyre (film 2011) con Michael Fassbender, e Una notte con la regina (2015), con Sarah Gadon e Jack Reynor.